# Prentiss Mellen

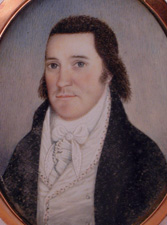
Prentiss Mellen

Prentiss Mellen (* 11. Oktober 1764 in Sterling, Province of Massachusetts Bay; † 31. Dezember 1840 in Portland, Maine) war ein US-amerikanischer Jurist und Politiker (Föderalistische Partei), der den Bundesstaat Massachusetts im US-Senat vertrat.
Prentiss Mellen, Sohn eines Geistlichen, machte 1784 seinen Abschluss an der Harvard University und studierte in der Folge die Rechtswissenschaften, woraufhin er 1788 in die Anwaltskammer aufgenommen wurde. Danach begann er in seiner Heimatstadt Sterling, in Bridgewater sowie in Dover (New Hampshire) als Jurist zu praktizieren. 1791 ließ er sich in Biddeford im heutigen Maine als Anwalt nieder, ehe er ab 1806 in Portland lebte, das damals ebenfalls noch zu Massachusetts gehörte.
Von 1808 bis 1809 gehörte Mellen dem Governor's Council an, einem achtköpfigen Gremium, das dem Gouverneur von Massachusetts beratend zur Seite steht. Bei der Präsidentschaftswahl 1816 saß er als Wahlmann des in Massachusetts siegreichen Föderalisten Rufus King im Electoral College; die Mehrheit der Stimmen vereinigte aber James Monroe von den Democratic Republicans auf sich.
Im Jahr 1817 wurde Mellen Kurator des Bowdoin College in Brunswick, was er bis 1836 blieb. Während dieser Zeit zog er auch als Vertreter von Massachusetts in den US-Senat ein. Er trat am 5. Juni 1818 die Nachfolge des zurückgetretenen Eli P. Ashmun an und verblieb bis zum 15. Mai 1820 im Kongress. An diesem Tag legte er selbst sein Mandat nieder, um Chief Justice am Obersten Gerichtshof des neu in die Union aufgenommenen Bundesstaates Maine zu werden. Diesen Posten hatte Mellen bis zu seinem Rücktritt im Jahr 1834 inne. Danach stand er 1838 noch einer Kommission zur Überarbeitung des Gesetzbuches von Maine vor, ehe er sich ins Privatleben zurückzog und 1840 in Portland starb.